# Wilhelm Kollhof
Wilhelm Friedrich Hermann Kollhof (* 19. November 1892 in Woldegk; † 12. März 1964 in Berlin) gilt als der erste offizielle Rundfunkteilnehmer in Deutschland.
Am 31. Oktober 1923 wurde sein Radio angemeldet, womit Kollhof der erste eingetragene Rundfunkhörer Deutschlands war. Die Gebühren für den Empfang für ein Jahr betrugen aufgrund der Inflation 350 Milliarden Mark. Kollhof, der einen Zigarrenladen in der Turmstraße 47 in Berlin-Moabit besaß, erhielt damals nach zweiwöchiger Wartezeit sein Radio und die „Genehmigungsurkunde für Rundfunkempfänger Nr. 1“ ausgehändigt. Auch 1953 besaß er noch seinen Zigarrenladen.